# 中村順一
中村 順一（なかむら じゅんいち、1934年11月26日 - ）は、日本の外交官。京都国際会館館長も務めた。神奈川県横浜市出身。

## 経歴・人物
1958年に東京大学法学部を卒業し、1960年にケンブリッジ大学大学院修士課程修了。
その後、外務省に入省し、在インドネシア公使、在シドニー総領事、国際協力事業団理事、外務省儀典長、ベルギー国駐箚特命全権大使などを歴任し、現在は外務省参与を務めている。
1998年から2008年までに京都国際会館館長を務めた。
平安女学院大学客員教授、京都外国語大学理事、国際京都学協会副理事長も兼任している。
著書に「日本の感性と東洋の叡智」（淡交社、2021年）などがある。
2024年に英国Cambride Scholars Publishing社より、”Japanese Sensibility and Oriental Wisdom - In Search of  a New Lifestyle in the New Era”が出版されている。